# Артур Голланд
Артур Голланд (англ. Arthur Holland, 26 листопада 1916, Барнслі, Англія — березень 1987, Барнслі, Англія) — англійський футбольний суддя.

## Суддівська кар'єра
Почав кар'єру як лайнсмена в 1947 році. В 1951 був включений до списку головних суддів Англії й в 1959 судив фінал Кубка Англії з футболу серед любителів. Того ж року він був включений до списку ФІФА, а згодом судив фінал Кубка Європи 1963 року між «Бенфікою» та «Міланом». Завершив кар'єру арбітра на національному рівні фіналом Кубка Англії 1964 року між «Вест Гемом» та «Престон Норт Енд». Через кілька тижнів його останнім матчем став фінал Кубка європейських націй між Іспанією та СРСР у Мадриді.
Голланд судив фінали Кубка європейських чемпіонів 1963, Кубка Англії 1964 і фінал чемпіонату Європи 1964 та Суперкубок Англії з футболу 1958 року.

## Особисте життя
За основною професією (з 1935) — шахтар; після завершення суддівської кар'єри став власником бару та управляючи пабом «Педді» в Барнслі.